# Étrechet
Étrechet ist eine französische Gemeinde mit 1.002 Einwohnern (Stand: 1. Januar 2022) im Département Indre in der Region Centre-Val de Loire; sie gehört zum Arrondissement Châteauroux und zum Kanton Ardentes. Die Einwohner werden Étrichiaciens genannt.

## Geographie
Étrechet liegt etwa sechs Kilometer ostsüdöstlich des Stadtzentrums von Châteauroux an der Indre. Umgeben wird Étrechet von den Nachbargemeinden Déols im Norden und Nordwesten, Diors im Norden und Nordosten, Mâron im Osten, Ardentes im Süden und Südosten, Le Poinçonnet im Süden und Westen sowie Châteauroux im Westen.

## Bevölkerungsentwicklung
| Jahr                       | 1962 | 1968 | 1975 | 1982 | 1990 | 1999 | 2006 | 2018 |
| Einwohner                  | 383  | 349  | 620  | 926  | 872  | 802  | 853  | 1010 |
| Quellen: Cassini und INSEE |      |      |      |      |      |      |      |      |

## Sehenswürdigkeiten

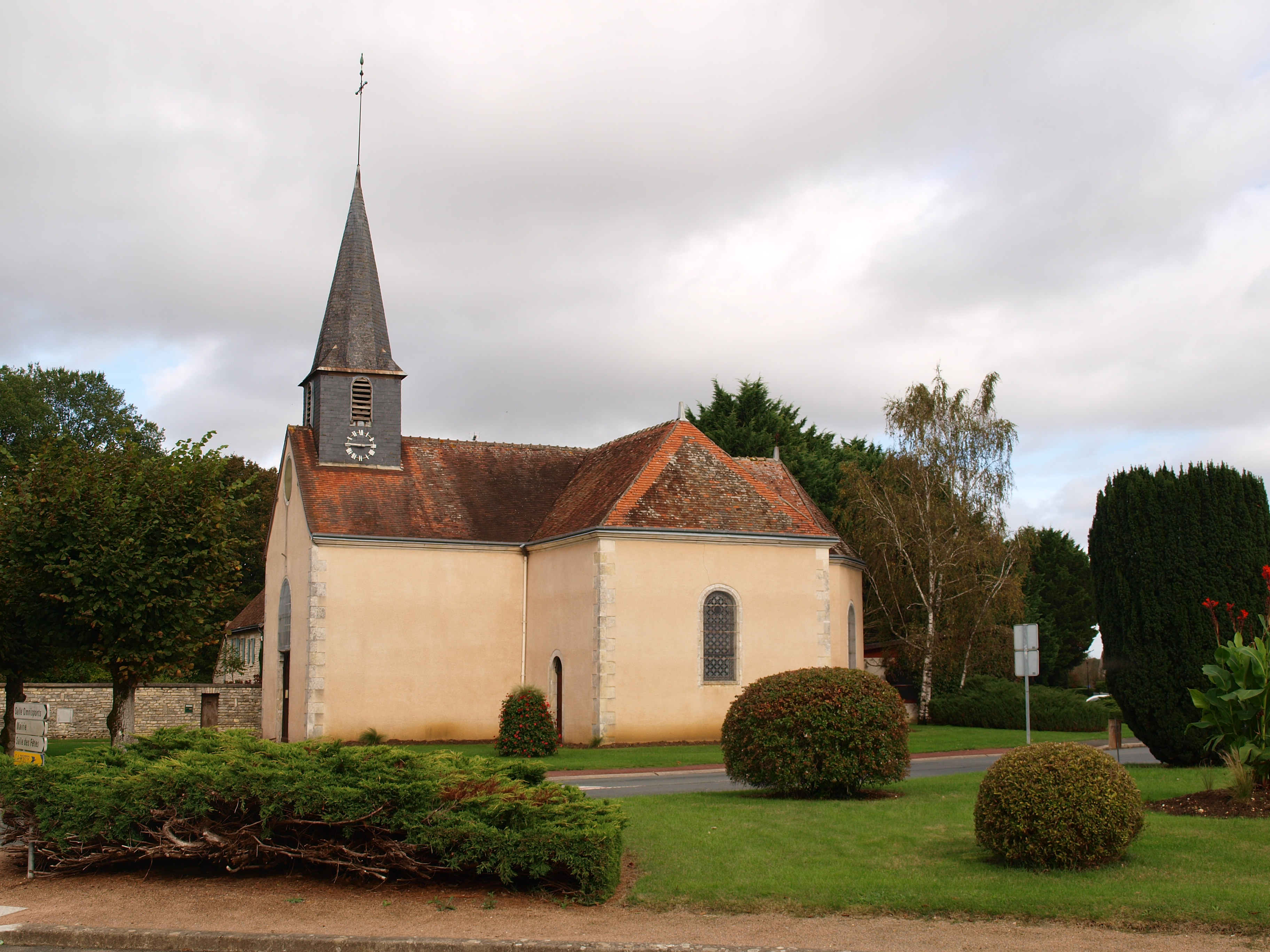
Kirche Saint-Pierre

- Kirche Saint-Pierre